# Награды Республики Сербия
Награды Республики Сербия (серб. Одликовања Републике Србије) — установленные законом высшие знаки общественного признания присуждаемые за исключительные заслуги перед Сербией.
Награды Сербии учреждены Законом Республики Сербия «О наградах Республики Сербия». Закон был принят Народной скупщиной Сербии 26 октября 2009 года.

## Общие положения
Наградами Сербии могут быть награждены:
- граждане Сербии,
- иностранные граждане,
- Сербские юридические лица,
- иностранные юридические лица,
- международные организации.

Награждения могут производиться посмертно.
Граждане Сербии имеют право носить награды других государств и международных организаций только с согласия Министерства иностранных дел Сербии.
Производство, торговля и ношение наград и объектов, схожих с наградами запрещено.
Вместо наград предусматривается возможность носить миниатюры наград.

## Ордена
В Сербии учреждены следующие ордена:
1. Орден Республики Сербия (серб. Орден Републике Србије) 
Орден имеет две степени: 
1 степень — Большая цепь ордена — для награждения глав суверенных государств 
2 степень — Лента ордена — для награждения глав государств и правительств.
2. Орден Сербского флага (серб. Орден српске заставе) 
Орден имеет три степени и присуждается за особые заслуги в развитии международных отношений между Республикой Сербией и другими государствами или международными организациями, а также выдающиеся заслуги в деле развития и укрепления мирного сотрудничества и дружественных отношений между Республикой Сербией и другими странами.
3. Сретенский орден (серб. Сретењски орден) 
Орден имеет три степени и присуждается гражданам Сербии за особые заслуги в области государственной, экономической, культурной, образовательной, спортивной и гуманитарной деятельности.
4. Орден Звезды Карагеоргия (серб. Орден Карађорђеве звезде) 
 Орден имеет три степени и присуждается за выдающиеся достижения и успехи в представлении страны и её граждан за рубежом.
5. Орден Белого орла с мечами (серб. Орден Белог орла са мачевима) 
Орден имеет три степени и присуждается за особые заслуги в создании системы обороны или особые заслуги в командовании и управлении воинскими частями и военными учреждениями и подготовке их к защите Республики Сербии.
6. Орден Заслуги в обороне и безопасности (серб. Орден заслуга за одбрану и безбедност) 
Орден имеет три степени и является наградой за безупречную службу, которая является примером честного исполнения долга и выполнения задач в области обороны и безопасности.

## Медали
1. Медаль «За храбрость» (серб. Медаља за храброст) 
Медаль имеет две степени (золотая и серебряная медаль) и присуждается за самоотверженность, мужество и отвагу, проявленные при спасении людей или материальных ценностей.
2. Медаль «За заслуги» (серб. Медаља за заслуге) 
Медаль имеет две степени (золотая и серебряная медаль) и присуждается за исключительные заслуги и результаты, достигнутые во всех сферах жизни и в работе.
3. Медаль «За заслуги в области обороны и безопасности» (серб. Medalja zasluga za odbranu i bezbednost) 
Медаль имеет две степени (золотая и серебряная медаль) и присуждается за исключительные заслуги и результаты, показанные при выполнении своих обязанностей и задач в области обороны и безопасности.

## Памятные награды
Памятные награды (серб. Spomenice) учреждаются в честь событий большой важности для Сербии.

## Правила награждения
Правом награждения наградами Сербии обладает Президент Сербии. О награждении издаётся указ Президента, который подлежит официальному опубликованию в «Официальном вестнике Республике Сербия».
Награждение производится, как правило, два раза в год, в феврале и июне. Президент может принять решение о награждении и в другие сроки.
С представлениями о награждении могут выступать:
1. органы государственной власти
2. Сербская академия наук и искусств
3. Власти автономных областей
4. Органы местного самоуправления
5. Организации

Право представлять к наградам Сербии иностранных граждан и иностранные организации, а также международные организации принадлежит Министерству иностранных дел Сербии.
Военнослужащие награждаются по представлению Министерства обороны Сербии. Сотрудники правоохранительных органов представляются Министерством внутренних дел Сербии.
Как правило, лицо впервые представляемое к награждению, должно быть награждено младшей наградой.
Запрещается награждать одной и той же наградой, или наградой ниже рангом, чем та, что уже есть у кандидата.

## Комиссия по наградам
председатель и члены Комиссии назначаются из числа видных деятелей Сербии.
Комиссия рассматривает предложения:
- о награждении
- о лишении наград

Комиссия передаёт Президенту Сербии представления о награждении и своё решение по этому вопросу.
Комиссия работает по установленным Правилам.

## Орденская канцелярия
Орденская канцелярия является структурным подразделением Генерального секретариата Президента Сербии.
Канцелярия осуществляет профессиональную обработку предложений о награждении для Комиссии по наградам и выполняет другие административные и технические задачи в соответствии с Законом о внутренней организации и классификации должностей в Генеральном секретариате Президента республики.